# Gaston Velle
Gaston Velle, nascut Gaston Balthazar Velle a Roma el 24 de desembre de 1868 i mort al 10è districte de París el 8 de gener de 1953, va ser un prestidigitador i director de cinema francès que va treballar per Louis i Auguste Lumière, Pathé, i posteriorment pel cinema italià.

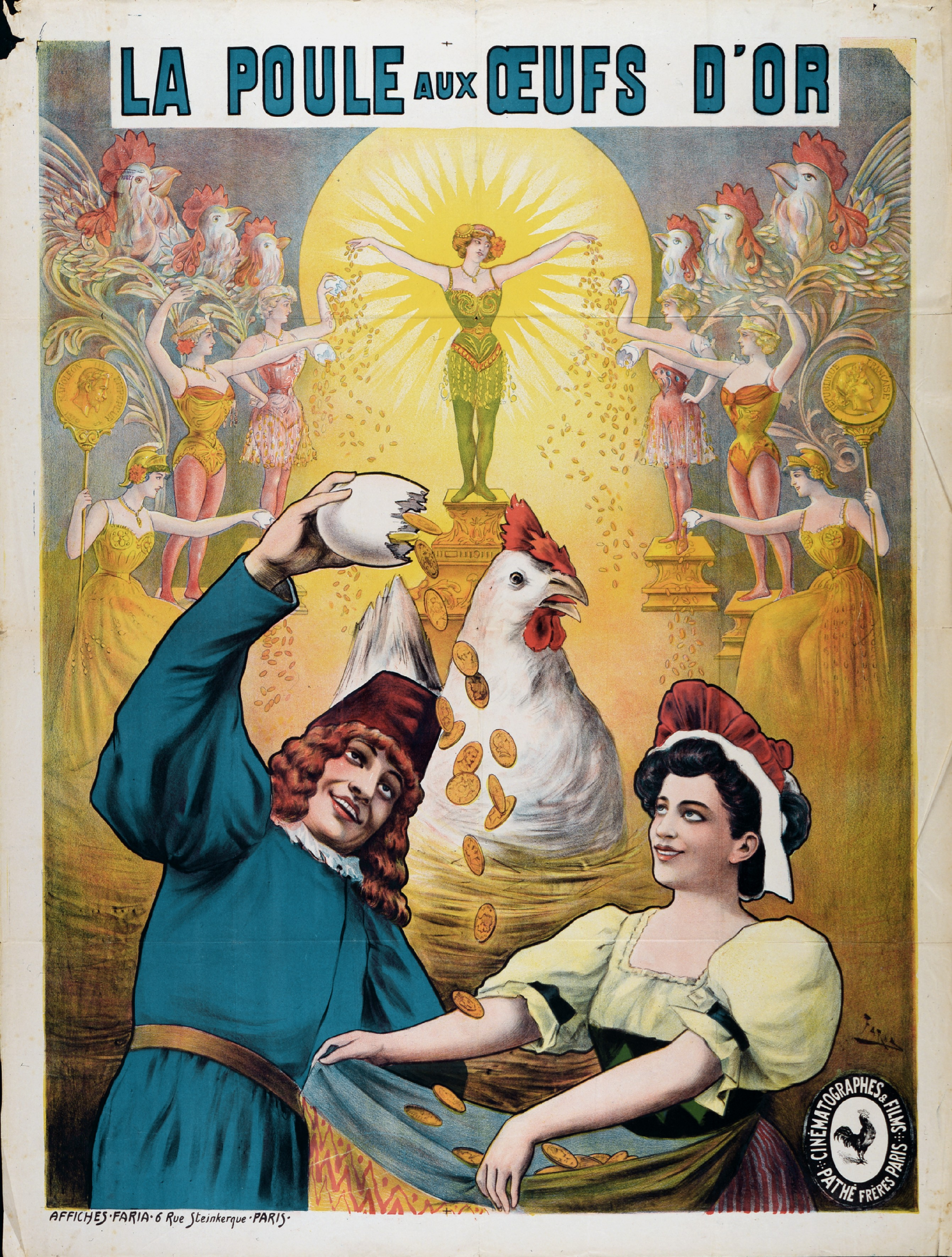
Poster de Faria per la pel·lícula La poule aux oeufs d'or dirigida per Gaston Velle, 1905. Col·lecció EYE Film Institute Netherlands.

## Biografia
Fill del prestidigitador Joseph Velle i Louise Joren, Gaston Velle va néixer a Roma l'any 1868. Uns anys després de la mort del seu pare el 1889, ell mateix va començar a actuar com a il·lusionista sota el mateix pseudònim, Professeur Velle.
A partir de 1903, va dirigir la majoria de les pel·lícules de contes de fades i de maquillatge durant l'apogeu de la producció de Pathé. Hi va fer més de 50 pel·lícules, fins al 1913.
El 1906 es va incorporar a la companyia italiana Cines a Roma, de la qual va ser director artístic. El seu retorn, a finals de 1907, a Vincennes a casa de Pathé va provocar una acalorada polèmica entre les dues empreses competidores, amb Cines acusant Pathé de plagi. El 1913 es va retirar i no se sap gairebé res de la seva producció posterior.
Gaston Velle va morir a París el 1953. Fou sebollit al cementiri parisenc de Pantin, i el 1993 les restes foren transferides a L'Isle-sur-la-Sorgue.

## Filmografia
- 1904 – Dévaliseurs nocturnes
- 1904 – La danse du Kickapoo
- 1904 – Le paravent mystérieux
- 1904 – La danse des apaches
- 1904 – Danses plastiques
- 1904 – Les dénicheurs d'oiseaux
- 1904 – La métamorphose du papillon
- 1904 – Japonaiseries
- 1904 – La Valise de Barnum
- 1904 – Métamorphose du roi de pique
- 1904 – Un drame dans les airs
- 1904 – Le Chapeau magique
- 1905 – La poule aux œufs d'or
- 1905 – Sidney, le clown aux échasses
- 1905 – La fée aux fleurs
- 1905 – Rêve à la lune o L'amant de la lune
- 1905 – Les cartes lumineuses o Les cartes transparentes
- 1905 – Ruche merveilleuse
- 1905 – Coiffes et coiffures
- 1905 – John Higgins, le roi des sauteurs
- 1905 – L'antre infernal
- 1905 – Un drame en mer
- 1905 – L'аlbum merveilleux
- 1906 – Le Bazar du Père Noël (Il Bazar di Natale)
- 1906 – Onore rusticano
- 1906 – Il pompiere di servizio
- 1906 – Heures de la mondaine (Le ore di una mondana)
- 1906 – Enlèvement à bicyclette (Il ratto di una sposa in bicicletta)
- 1906 – Il dessert di Lulù
- 1906 – L'accordéon mysterieux (L'organetto misterioso)
- 1906 – Bicyclette présentée en liberté
- 1906 – Mariage tragique (Nozze tragiche)
- 1906 – Le garde fantôme
- 1906 – Les Invisibles
- 1906 – La Peine du talion
- 1906 – Les effets de la foudre
- 1906 – Cuore e patria
- 1906 – La fée aux pigeons
- 1906 – Quarante degrés à l'ombre (Quaranta gradi all'ombra)
- 1906 – Otello
- 1906 – Voyage autour d'une étoile
- 1906 – L'есrin du rajah
- 1906 – Les Fleurs animées
- 1907 – Petit Jules Verne
- 1907 – Le secret de l'horloger
- 1907 – Le petit prestidigitateur
- 1907 – Le secret de l'horloger (Patto infernale)
- 1907 – Au pays des songes (Nel paese dei sogni)
- 1907 – Artista e pasticciere
- 1907 – Gitane (La gitana)
- 1907 – Pile électrique (La pila elettrica)
- 1907 – Petit Frégoli (Il piccolo Fregoli)
- 1907 – Fille du chiffonnier (La figlia del cenciaiolo)
- 1907 – Primavera senza sole
- 1907 – Triste jeunesse (Triste giovinezza)
- 1907 – Un moderno Sansone
- 1907 – Le crime du magistrat (Il delitto del magistrato)
- 1908 – Après le bal (Dopo un veglione)
- 1908 – Lapins du docteur (I conigli del dottore)
- 1908 – Confession par téléphone (La confessione per telefono)
- 1908 – Première nuit de noces (La prima notte)
- 1908 – Polichinelle (Le avventure di Pulcinella)
- 1908 – Le spectre(Lo spettro)
- 1908 – Dîner providentiel (Pranzo provvidenziale)
- 1908 – Le triple rendez-vous(Triplice convegno)
- 1910 – Isis
- 1910 – Cagliostro, aventurier, chimiste et magicien
- 1910 – Au temps des Pharaons
- 1910 – La rose d'or
- 1910 – Le charme des fleurs
- 1910 – Le fruit défendu
- 1910 – L'oracle des demoiselles
- 1910 – Rêve d'art
- 1911 – Fafarifla ou le fifre magique
- 1911 – L'armure de feu
- 1911 – Le cauchemar de Pierrot
- 1913 – La nuit rouge